# Dragster (jogo eletrônico)
Dragster é um jogo eletrônico de corrida de 1980 que foi desenvolvido pela Activision exclusivamente para o Atari 2600. Ele é um dos quatro primeiros games lançados pela Activision e, possivelmente, um dos jogos eletrônicos mais curtos da história, já que seu objetivo é terminar a corrida de dragsters o mais rápido possível, e isto é possível em menos de 6 segundos.
Dragster foi programado por David Crane, que mais tarde desenvolveria Pitfall! O game é uma adaptação não autorizada do game de arcade de 1977 Drag Race, da desenvolvedora Kee Games.

## Recepção
Dragster foi revisado pela revista Video Magazine em sua coluna "Arcade Alley", onde foi descrito como tendo "uma premissa interessante" e "inegavelmente inteligente e, com muita paciência, ... provavelmente divertido", mas os revisores também o chamaram o "menor" dos primeiros lançamentos do Atari 2600 da Activision. Críticas específicas foram dadas à mecânica de jogo "desajeitada" e "irritante", e o design do jogo foi caracterizado como "inadequado para o sistema de controle do Atari 2600".

## Recorde Mundial
Em 1982, o jogador de jogos eletrônicos Todd Rogers afirmou ter estabelecido o recorde mundial de Dragster com um tempo de 5,51 segundos. Até 29 de janeiro de 2018, esse recorde foi aceito pela organização de manutenção de registros de videogame Twin Galaxies, e pelo Guinness Book, que mais tarde também reconheceu a conquista como o recorde mundial de videogame mais longevo da história. 
O problema é que ninguém, além dele, conseguia fazer um tempo melhor do que 5.57 segundos (tempo este que já foi alcançado por vários outros gamers). Por conta disso, os gamers começaram a questionar esse recorde de 5,51 segundos, afirmando ser impossível conseguir este tempo sem que fosse feita alguma trapaça, como uma modificação no código de programação do game ou alguma outra fraude do tipo. Chegou-se a pensar também que a pontuação de Rogers havia sido verificada quando ele a fixou em 1982 por uma foto Polaroid enviada à Activision que fora de alguma forma modificada; no entanto, como nenhuma cópia desta foto existe hoje, não foi possível verificar se havia fraude.
Rogers alegou que ele usava um macete, que era colocar o carro em segunda marcha quando o contador chegava a zero. Eric "OmniGamer" Koziel, um speedrunner e criador de uma ferramentas descobridora de speedruns, ao analisar o código do jogo, não encontrou nada que permitisse passar da primeira marcha durante a contagem regressiva e determinou que o melhor tempo possível é 5,57. A Twin Galaxies decidiu iniciar uma investigação, que gerou um relatório com mais de 300 páginas sobre o tema, na qual se ouviram especialistas técnicos, jogadores e várias outras fontes. A conclusão: o tempo de 5,51 segundos era mesmo impossível de ser atingido e a marca era uma fraude.
Rogers, além de ter seu recorde rejeitado tanto pela Twin Galaxies quanto pelo Guinness Book, foi banido completamente de qualquer outra disputa. Assim, o recorde do game é 5,57 segundos, e este tempo é impossível de ser batido.